# 6-苯基烟酰胺
6-苯基烟酰胺是一种有机化合物，化学式为C12H10N2O。它在氢氧化钠溶液中回流可以水解。

## 合成
6-苯基烟酰胺可由6-氯烟酰胺和苯硼酸在碳酸钠存在下、四(三苯基膦)钯催化下反应制得。